# The Zico Chain
Gli Zico Chain sono una rock band di Londra, Regno Unito, formatisi nel 2002. La band ha aperto il palco principale al Download Festival l'8 giugno 2007.  Hanno fatto da supporto ai Velvet Revolver nel loro tour estivo in Inghilterra, per promuovere il loro secondo album Libertad.

## Primi anni
Il gruppo si formò a Londra. Il cantante e bassista Chris Glithero si trasferì lì da Manchester, e incontrò il chitarrista Paul Frost e il batterista Ollie Middleton. La loro insoddisfazione per il rock inglese del XXI secolo li aiutò a rafforzare il legame tra loro. Influenzati da band quali Motörhead, Queens of the Stone Age, The White Stripes e System of a Down, iniziarono a registrare, e presto ottennero un contratto con la Hassle Records. Per il loro primo EP, lavorarono con Teo Miller, che aveva precedentemente lavorato con i Placebo. Successivamente andarono in tour con Nine Black Alps, Alkaline Trio, Cave In e The Fall of Troy.
Ottennero il primo posto nella classifica video di MTV2. I musicisti Slash e Duff McKagan chiamarono gli Zico Chain la loro band emergente preferita. Il 9 novembre 2009 la band ha pubblicato un singolo indipendente These Birds Will Kill Us All, contenuto, assieme a Blood 'N Bile e Daycase,nell'omonimo EP.

## The Zico Chain EP (2006)
Il primo EP ufficiale degli Zico Chains è stato pubblicato nell'aprile del 2006; contiene sei tracce : Rohypnol, This Thing, Roll Over, Social Suicide, Brain, The Lonely Ones. Rohypnol è stata lanciata come singolo, seguito anche da un video.

## Food (2007-2008)
Il loro primo vero album, Food, è stato uscito il 5 ottobre 2007. L'album contiene undici tracce: Pretty Pictures, Where Would You Rather Be?, Food, Junk, Roll Over, Preach, No Hoper Boy, Your Favourite Client, Nihilism, All Eyes On Me e Anaemia. Il disco include anche una traccia inedita per iTunes, 1,2,3,4. Junk, Where Would You Rather Be? e Anaemia sono stati estratti come singoli durante il 2007.

## These Birds Will Kill Us All EP (2010)
L'EP These Birds Will Kill Us All è stato pubblicato nel 2010; ne è stato estratto il singolo omonimo.

## Membri
- Chris Glithero - Voce, basso
- Paul Frost - Chitarra, voce
- Ollie Middleton - Batteria

## Discografia
Album in studio
- 2006 - The Zico Chain
- 2007 - Food
- 2012 - The Devil In Your Heart

EP
- 2004 - Touch
- 2010 - These Birds Will Kill Us All

## Videoclip
- 2006 - Rohypnol
- 2007 - Where Would You Rather Be?
- 2007 - Anaemia
- 2007 - Junk
- 2009 - These Birds Will Kill Us All